# Kristen mission
Kristen mission eller ofta bara mission är kristna ansträngningar att vinna nya anhängare. Ursprungligen och vanligtvis har missionsarbete målet att omvända ursprungsbefolkningar från ingen eller annan religion till kristendom, via bland annat dop. Missionärer har därför ofta varit utsända till länder där den västerländska kristendomen tidigare varit frånvarande, bland annat i kombination med att man börjat exploatera mark och naturresurser på området.
Kristendomen är en tydligt missionerande religion. Uppmaningar till detta finns i Matteusevangeliet 28:19, där Jesus yttrar vad som brukar kallas missionsbefallningen: "Gå därför ut och gör alla folk till lärjungar: döp dem i Faderns och Sonens och den heliga Andens namn".

## Den grundläggande perioden
Den första missionsperioden avgränsas av Jerusalems förstörelse år 70 (Matt. 24:14,27,28). Då var apostlarna, särskilt Paulus, och deras närmaste medhjälpare, "evangelister", de egentliga missionärerna, varje nybildad kristen församling en ljusspridare och missionsgrundsatsen "juden först, så ock greken". Evangeliet trängde under denna period ut i hela den då kända världen, så långt den judiska förskingringen sträckte sig (Rom. 10:18 ff.; Kol. 1:23). Och då judafolket som folk förkastade det (Apg. 28:26-28, Rom. 9-11), blev resultatet en övervägande hednakristen församling med blott en kärna från judendomen som bärare av kristendomen under den nya period, som har namn av "hedningarnas tider" (Luk. 21:24). 
Under denna period, som avgränsas först med Kristi "parusi" (andra ankomst till jorden i synlig måtto), skall enligt nytestamentlig uppfattning genom evangeliums predikan bland alla hedniska folk på jorden en ersättning för de avbrutna grenarna av Israel, "hedningarnas fullhet",. vinnas (Rom. 11:17-25) och den församling förberedas, som under den med Kristi "parusi" sammanfallande Guds rikes segertid på jorden skall vara utvecklingens bärare.

## Korstågen
Korståg var av en serie religiöst inspirerade europeiska fälttåg, främst till nuvarande Israel och Palestina, som från slutet av 1000-talet företogs från den västerländska kristenhetens sida i syfte att befria Jerusalem och Heliga landet från muslimernas herravälde.

## Kolonialism
I samband med kolonialismen, 1500- till 1700-tal, reste europeiska kristna missionärer till Afrika, Indien, Sydamerika med mera. De dokumenterade ursprungsbefolkningarnas levnadsvanor, som exempelvis deras polyteism samt deras mer flexibla och queera inställning till kön och sexualitet. Missionärerna använde här kristendomen som ett verktyg för att konvertera olika ursprungsbefolkningar.

## Modern tid
Ungdom med uppgift är en internationell rörelse med rötter i USA som har funnits i Sverige sedan 1976. UMU och andra moderna missionsrörelser har antagit handlingsplaner som Lausannedeklarationen och Manilamanifestet. Även språkliga initiativ som SIL International har sin grund i missionsambitioner.

### Adoptionsverksamhet i samband med mission
2021 släpptes en utredning av den svenska pingströrelsens internationella adoptionsverksamhet – ungefär 200 adoptioner mellan 1960 och 1980 – som skedde i samband med missionarbete. Missionärer reste till bland annat Honduras, Bolivia, Etiopien, Bangladesh och Sri Lanka för att sprida kristendomens budskap och förmedlade då rättsosäkra och oetiska adoptioner. Det visar den interna utredningen inom pingströrelsen, som konstaterar att adoptionerna ”kan ha varit oetiska och okänsliga för ursprungsfamiljens behov”. Bland annat rör det sig om fall där den biologiska familjen inte fick lämna samtycke till att adoptera bort sitt barn.